# Hinnavaru
Hinnavaru (en dhivehi: ހިންނަވަރު) es una de las islas habitadas del atolón Lhaviyani en el país asiático de las Islas Maldivas. Hinnavaru está al norte de la capital, Male. Tiene una población de más de 4.000 personas. Hay 715 casas registradas, pero solo viven personas en 480 casas.
Tiene una superficie de 7,2 hectáreas, con un largo de 650 metros por un ancho de  225 metros. Se encuentra a 146,61 kilómetros de la capital del país.